# جاكوب كولينز
جاكوب كولينز (بالإنجليزية: Jacob Collins)‏ هو رسام وكاتب أمريكي، ولد في 11 أغسطس 1964 في نيويورك في الولايات المتحدة.

## وصلات خارجية
- الموقع الرسمي